# Sarah MacMaster
Sarah MacMaster (* 4. Juli 1983) ist eine kanadische Badmintonspielerin. 

## Karriere
Sarah MacMaster gewann in Kanada einen Jugend- und einen Juniorentitel im Damendoppel. 2007 erkämpfte sie sich sowohl bei den Panamerikanischen Spielen als auch bei den Panamerikameisterschaften Bronze im Dameneinzel.

## Sportliche Erfolge
| Saison | Veranstaltung                   | Disziplin   | Platz | Name                                   |
| ------ | ------------------------------- | ----------- | ----- | -------------------------------------- |
| 1998   | Kanada: Jugendmeisterschaften   | Damendoppel | 1     | L. VanRiper / Sarah MacMaster, AB / BC |
| 2001   | Kanada: Juniorenmeisterschaften | Damendoppel | 1     | Sarah MacMaster / L. McKerrall, ON     |
| 2007   | Panamerikameisterschaft         | Dameneinzel | 3     | Sarah MacMaster                        |
| 2007   | Panamerikanische Spiele         | Dameneinzel | 3     | Sarah MacMaster                        |